# Кунигунда Ростиславна
Кунигунда Ростиславна е руска княгиня и чешка кралица – втора съпруга на чешкия крал Пршемисъл Отокар II, която управлява Бохемия като регент на сина си Вацлав II от 1278 до смъртта си.

## Произход
Родена е през 1245 г. Дъщеря е на руския черниговски княз Ростислав Михайлович и унгарската принцеса Анна Арпад. По майчина линия Кунигунда е внучка на унгарския крал Бела IV от династията на Арпадите, а баща ѝ е син на черниговския княз Михаил Черниговски (потомък на Рюриковичите), който е убит от татарите и е обявен за мъченик от Руската православна църква.
Ростислав Михайлович успява да избяга от татарите и като зет на унгарския крал управлява областите Славония и Мачва.

## Чешка кралица
На 25 октомври 1261 г., в Братислава, Кунигунда е омъжена за чешкия крал Пршемисъл Отокар II, който малко преди това се развежда с първата си съпруга – Маргарет фон Бабенберг, която вече била доста възрастна и не можела да роди деца на съпруга си. Бракът на чешкия крал е уреден от дядото на Кунигунда – унгарския крал Бела IV, който с действията си цели по-тясно сближаване на двете кралства.
Кунигунда ражда на Отокар II Пршемисъл няколко деца, сред които Кунигунда Пршемисловна, Агнеса Пршемисловна и Вацлав II.
Сближаването между Чехия и Унгария обаче приключва десет години по-късно, когато на унгарския престол се възцарява крал Ищван – вуйчо на Кунигунда.

## Регент на Вацлав II
През 1278 г. съпругът на Кунигунда е убит в битка срещу войските на германския император Рудолф I. Смъртта на краля разединява страната – управлението на Моравия преминава в ръцете на привърженици на Рудолф I, които оставят Кунигунда – сега регент на Бохемия, да управлява районите около Прага, а синът ѝ Вацлав е сгоден за една от дъщерите на Рудолф – Гута Хабсбургска.
През 1285 г. в Прага Кунигунда се омъжва още веднъж – този път за чешкия магнат Завиш – господар на Фалкенщайн, но умира няколко месеца по-късно на 9 септември 1285 г. в Прага.

## Българска царица
Българският историк Пламен Павлов идентифицира кралица Кунигунда с българската царица Анна Ростиславна – също дъщеря на Ростислав Михайлович и съпруга на българските царе Михаил II Асен и Калиман II. Традиционно се приема, че Анна Ростиславна и Кунигунда Ростиславна са две различни дъщери на княз Ростислав Михайлович, но според Пламен Павлов най-вероятно става дума за една и съща личност. Според него Анна Ростиславна, която в Чехия става известна като Кунигунда, се омъжва за чешкия крал, след като през 1256 г. болярите в обсадената от Ростислав Михайлович българска столица я връщат на баща ѝ, който я отвежда обратно в Унгария.